# Castillon-du-Gard
Castillon-du-Gard – miejscowość i gmina we Francji, w regionie Oksytania, w departamencie Gard.
Według danych na rok 1990 gminę zamieszkiwało 759 osób, a gęstość zaludnienia wynosiła 44 osoby/km² (wśród 1545 gmin Langwedocji-Roussillon Castillon-du-Gard plasuje się na 412. miejscu pod względem liczby ludności, natomiast pod względem powierzchni na miejscu 457.).